# Rejestr uczestników funduszu inwestycyjnego
Rejestr uczestników funduszu inwestycyjnego – stanowi/zawiera zapis wszystkich zdarzeń dotyczących udziału uczestników w funduszu inwestycyjnym, w tym np.: zawiera dane osobowe i teleadresowe oraz informacje o wszystkich transakcjach: data nabycia, liczby i ceny nabycia jednostek uczestnictwa, opłaty, data odkupienia, pobrane podatki itd.
Prowadzenie rejestru jest konieczne dla każdego funduszu inwestycyjnego, przy czym zgodnie z przepisami określającymi zasady prowadzenia rachunkowości funduszy inwestycyjnych rejestr stanowi element ksiąg funduszu (dane analityczne w zakresie kapitału wpłaconego).  
Podstawę prawną prowadzenia rejestru uczestników stanowi w Polsce ustawa z dnia 27 maja 2004 o funduszach inwestycyjnych i zarządzaniu alternatywnymi funduszami inwestycyjnymi.